# Schwere Panzer Abteilung
Schwere Panzer-Abteilung är tyska för "Tung pansaravdelning" och är en benämning på tyska militära enheter under andra världskriget som var utrustade med de tunga tyska stridsvagnstyperna Tiger I eller Tiger II. Med "fristående" menas att de inte organisatoriskt tillhörde någon pansardivision. Ofta hade varje tysk pansarkår en tung stridsvagnsbataljon. Enheten kunde dock tillfälligt underställas en pansardivision beroende på det taktiska läget. Bataljonerna sågs som ett "schwerpunkt-vapen", det vill säga att det skulle sättas in när ett särskilt viktigt avgörande i striden skulle fällas. Tunga stridsvagnsbataljoner med Tiger I började organiseras i maj 1942 och sattes in i strid första gången på östfronten och Afrika hösten/vintern 1942. På papperet skulle varje bataljon ha 45 stridsvagnar. På grund av bataljonernas goda eldkraft och skydd, samt i de flesta fall välutbildade besättningar, nådde denna typ av enhet stora framgångar i strid, inte minst på östfronten. Tunga stridsvagnsbataljoner sattes in i strid på östfronten (närheten av Leningrad) från och med september 1942, i Afrika december 1942 och i Italien och på västfronten 1944–1945. Huvuddelen av bataljonerna sattes in på östfronten. Från och med sommaren-hösten 1944 ersattes efterhand Tiger I med den modernare varianten Tiger II.
Som framgår nedan organiserade den tyska armén tio tunga stridsvagnsbataljoner med numren 501–510 och Waffen-SS tre med numren 101–103. Förvirrande nog döptes Waffen-SS-bataljonerna om hösten 1944 - 101:a bataljonen blev 501:a, 102:a blev 502:a osv.

## Organisation
Typisk organisation för en enhet utrustad med Tiger I
- Stabskompaniet 3×Tiger I plus ett varierande antal SdKfz 250
- Första tunga kompaniet
Stabsplutonen 2×Tiger I
Första plutonen 4×Tiger I
Andra plutonen 4×Tiger I
Tredje plutonen 4×Tiger I
- Andra tunga kompaniet
Stabsplutonen 2×Tiger I
Första plutonen 4×Tiger I
Andra plutonen 4×Tiger I
Tredje plutonen 4×Tiger I
- Tredje tunga kompaniet
Stabsplutonen 2×Tiger I
Första plutonen 4×Tiger I
Andra plutonen 4×Tiger I
Tredje plutonen 4×Tiger I

## Enheter
Följande enheter hade satts upp fram till krigsslutet.

### Heer
- Schwere Panzer-Abteilung 501
- Schwere Panzer-Abteilung 502
- Schwere Panzer-Abteilung 503
- Schwere Panzer-Abteilung 504
- Schwere Panzer-Abteilung 505
- Schwere Panzer-Abteilung 506
- Schwere Panzer-Abteilung 507
- Schwere Panzer-Abteilung 508
- Schwere Panzer-Abteilung 509
- Schwere Panzer-Abteilung 510

### Waffen SS
- Schwere SS-Panzer-Abteilung 101
- Schwere SS-Panzer-Abteilung 102
- Schwere SS-Panzer-Abteilung 103